# Kefar ha-No’ar Kirjat Je’arim
Kefar ha-No’ar Kirjat Je’arim (hebr.: כפר הנוער קריית יערים, tłumaczenie: Wioska Młodych Kirjat Je’arim) – wieś położona w samorządzie regionu Matte Jehuda, w Dystrykcie Jerozolimy, w Izraelu.
Leży w górach Judei, w pobliżu miasta Jerozolimy.

## Historia
Osada została założona w 1952 przez imigrantów z Etiopii i ZSRR.